# Zuckerfabrik Vaïco-Oriental
Die Zuckerfabrik Vaïco-Oriental (franz. Établissements du Vaico-Oriental, engl. Hiệp Hòa Sugar Refinery, vietn. Nhà máy đường Hiệp Hòa) war eine am Fluss Vaïco (heute Sông Vàm Cỏ Đông) gelegene Fabrik der Société des Sucreries et Raffineries de l'Indochine im heutigen Vietnam.

## Geschichte
Die Bauarbeiten begannen unter größten Schwierigkeiten im August 1921. Am 25. April 1923 wurde zum Erwerb, der verbesserten Ausrüstung und dem Betrieb der Zuckerfabrik die Aktiengesellschaft Sucreries et Raffineries de l'Indochine mit einem Kapital von 10 Mio. Francs gegründet.
Die Fabrik lag verkehrsgünstig am Fluss Vaïco und war von einer 1.000 Hektar großen für den Anbau von Zuckerrohr geeigneten Gelände umgeben, auf dem die Zuckerrohrplantage angelegt wurde. Die Zuckerrohrplantage, wurde bis 1927 in drei Etappen vollständig erschlossen, um die nahegelegene Fabrik der Société des Sucreries et Raffineries de l'Indochine versorgen.
In der Zuckerkampagne 1923/1924, die am 14. Juni 1924 endete, konnte die Gesellschaft bereits in ihrem ersten Geschäftsjahr zufriedenstellende Ergebnisse erzielen: Die Kampagne dauerte 173 Tage, während andere Zuckerrohrfabriken in der Regel nur 100 Tage in Betrieb waren. Die lange Produktionszeit war laut eines zeitgenössischen Berichts auf die besonderen Wachstumsbedingungen zurückzuführen, der das Wachstum der Pflanzen förderte, so dass die Ernte über einen außergewöhnlich langen Zeitraum gestaffelt werden konnte. Die Zuckerfabrik war bei vergleichbarer Leistung in der Lage, etwa die Hälfte mehr Zucker als zum Beispiel eine vergleichbare Fabrik in Ägypten oder La Réunion zu produzieren. Die nächste Kampagne (1924/1925) dauerte 161 Tage und war ebenso zufriedenstellend wie die erste.
Während des Zweiten Weltkriegs wurde die Zuckerfabrik 1944 bombardiert. Sie war zu dieser Zeit mit einer Produktion von etwa 1.340 Tonnen Zucker und 150.000 Liter reinen Alkohols pro Monat die größte Zuckerfabrik in Indochina.
Die Regierung erwarb 1958 etwa 75 % der Aktien des Unternehmens und fusionierte es mit der Southern Sugar Company und der Khánh Hội Sugar Refinery, bis die Produktion 1966 wegen des Vietnamkrieges vorübergehend eingestellt werden musste. Die Raffinerie wurde nach der Wiedervereinigung 1976 wieder in Betrieb genommen und erneut auf eine Raffinationskapazität von 2.000 Tonnen pro Monat ausgebaut.
Ab 2015 haben die Landwirte aufgrund der unstabilen Preise für Zuckerrohr den größten Teil der ehemals 10.000 Hektar großen Zuckerrohranbaufläche auf den Anbau von Zitronen, Drachenfrüchten und Guaven umgestellt. Die Fabrik wurde daraufhin 2015/2016 stillgelegt. Mehr als 300 Arbeiter wurden ohne Abfindung entlassen, und die Fabrik schuldete aufgrund von Zahlungsunfähigkeit nicht nur den Arbeitern Geld, sondern auch vielen Zuckerrohrbauern.